# 失意體前屈

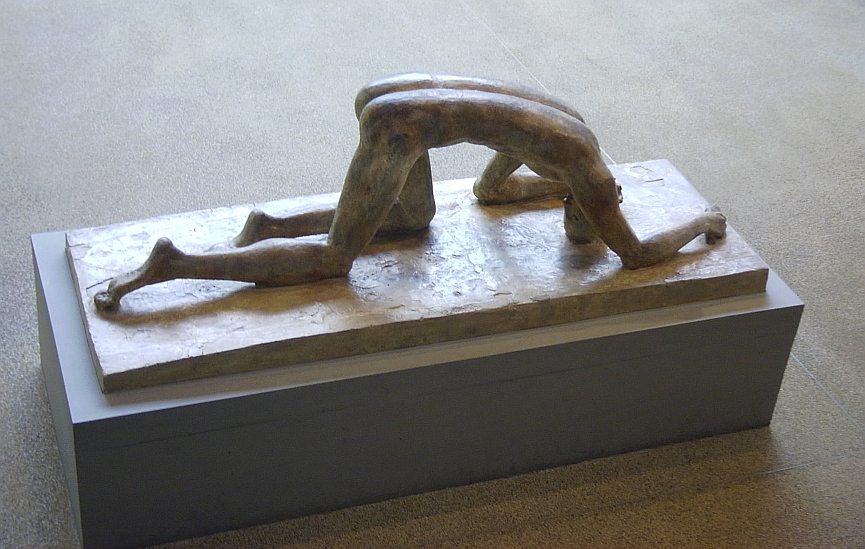
威廉·萊姆布魯克：《頹喪男》，1915/16年，德國杜伊斯堡威廉·萊姆布魯克博物館館藏。

失意體前屈，意指Orz或orz，是一種在網際網路上流行的表情符號，此符號起源于日本，其後流傳至香港、台灣和中國大陸，並風靡于網絡使用者之間，被認為是網路火星文的代表之一。

## 起源
失意體前屈原本的樣子是這樣：＿|￣|○。它看起來像是一個人跪倒在地上，低著頭，一副「天啊，為什麼是這樣」的動作，雖然簡單卻很傳神。這種文字也可以寫作orz、sro、Orz、OTZ、srO、STO、○|￣|_、口丁乙等，日本以「orz」最常用，但傳入中文圈後，以「Orz」最為常用。
此符號的日語名稱、念法很多，諸如（失望得連身子也彎下來）、（頹喪男），甚至（垂頭喪氣）（沒有用了）等，最後名稱逐漸固定為「失意體前屈」。這個名稱也是後來才出現的。據說是某個餐廳的座墊上繡著這五個字，至於在這之前又是誰想到的，目前尚未釐清真相。
在2004年後，於日本、中文圈儼然已經成為一種新興的網絡文化，Orz相關日誌軟體、日誌網站相繼出現。

## 應用
原始用意帶有「悔恨」、「悲憤」、「無力回天」等含意，在中文圈網路間，又恰與好人次文化疊合，常常影射在向異性表白時遭拒絕（失戀），orz被廣泛使用後，其涵意亦逐漸增加，除了一開始含有惡搞意味的「無可奈何」或「失意」之用法外，也有比較普通的「拜託！」、「被你打敗了！」、「真受不了你！」、「（佩服得）五體投地」之類的用法，如台灣搖滾樂團五月天於2005年8月發表的歌曲《戀愛ing》就有「超感謝你，讓我重生，整個Orz」一句，而「失意」此種用法在日本的原用法上並不常見。其中最有代表性的，可謂網絡上流行的歌曲《Orz》。

## 影響與爭議
在2006年1月22日，臺灣的大學學科能力測驗國文科試題中，其中有一題是將被誤用的語言（被報章雜誌或是網際網路影響後的用法）改成正常的白話文，其題目範例中出現：「3Q得Orz→（修正成）感謝得五體投地」一段，事件發生之後，引起臺灣社會輿論有著相當兩極化的反應，肯定者認為考題目的，在於讓年輕人明白火星文只能於非正式聊天使用，平時還是只能使用標準中文，而持肯定態度；否定者則認為此題有刻意打壓次文化之虞，嚴重違反了現代教育提倡應尊重不同文化，達成多元文化、社會的理念與宗旨，以及認為火星文對於較少接觸網路的學生（特別是偏遠地區一帶的學生）來說十分陌生，而較無法應付該考題，因而衍生公平正義問題，大考中心應對此題予以送分。 亦有人以為，該考題立意雖良善，但有鼓勵高中教火星文之虞，反無法達成大考中心原意，因當時部份書店及文具店開始發售火星文教材之故。
同年2月大考中心因答對率達九成五，因而決定不送分，之後，馬公高中將火星文列入補充教材，主要是希望讓學生知道從古文到火星文的語文演變，教導學生正確的用法。
這種教育考試制度爭議 結果引起了台灣的音樂創造，以宣洩對其的不滿，歌曲《3Q得Orz》就是因此而被創作出來的。2006年1月22日台灣大學學科能力測驗才剛剛發生潮文出現事件，事隔不夠一星期，於2006年1月27日，《Orz（好人之歌）》的作者楊維中便於個人網誌上發表了諷刺潮文事件的《3Q得Orz》

## 外部連結
- 陳凱劭的BLOG--哇咧3Q得Orz….火星文根本不是考題
- ＭＹ・くずおれる男コレクション
- Shih-Hsien’s BLOG中的失意體前屈 「orz」
- How to Orz
- Orzistic 推廣協會
- Orzone | 以orz文化為主  有會員自創的Orz和定期Orz活動
- 瞎寫：「火星文」考證（页面存档备份，存于）